# Franz Theodor Kugler
Pour les articles homonymes, voir Kugler.
Franz Theodor Kugler ou Franz Kugler (né le 19 janvier 1808 à Stettin, mort le 18 mars 1858 à Berlin) est un historien de l'art et un écrivain allemand.
Élève de Hegel, il est le maître de Jacob Burckhardt. Son ouvrage principal est le manuel d'histoire de l'art Handbuch der Kunstgeschichte (1842) qui est réédité tout au long du XIXe siècle et exerce une grande influence sur le développement de l'histoire de l'art.

## Biographie
Franz Kugler étudie la philologie à l'université de Berlin entre 1826 et 1829 à l'université de Heidelberg. Il suit les cours de Friedrich Heinrich von der Hagen sur la poésie allemande médiévale. Pendant l'été 1827, il séjourne également à Heidelberg pour étudier l'histoire de l'architecture allemande et il se lie d'amitié avec Karl Rosenkranz. Il est également ami à cette époque de Johann Gustav Droysen, Felix Mendelssohn, Heinrich Heine et Adelbert von Chamisso. Il entre à la Bauakademie de Berlin en 1829 pour obtenir un diplôme d'architecture. Mais il préfère fréquenter les historiens, les poètes, les peintres et les musiciens et participer à des fêtes au cours desquelles lui-même compose des poèmes, chante et dessine comme il en rend compte dans son livre d'esquisses d'esprit romantique (Skizzenbuch, Berlin, 1830). Puis il s'oriente vers une carrière scientifique dans le domaine de l'histoire de l'art. Il soutient une thèse en 1831 sur Werinher von Tegernsee, un bénédictin du XIIe siècle. Il enseigne à l'université de Berlin, fonde la revue Museum, Blätter für bildende Kunst et épouse Clara Hitzig, fille de l'écrivain Julius Eduard Hitzig, qu'il a connue dans la maison de Chamisso. Son activité d'historien de l'art se limite d'abord à des travaux spécialisés qu'il a rassemblés en trois volumes en 1853 sous le titre Kleine Schriften und Studien zur Kunstgeschichte. Il se distingue en particulier dans l'analyse du style gothique architectural allemand. Puis, il publie un ouvrage plus général sur l'histoire de la peinture depuis l'époque de Constantin jusqu'à nos jours (Handbuch der Geschichte der Malerei, deux vol., Berlin, 1837). Il étend son étude à l'art plastique en général dans son manuel d'histoire de l'art (Handbuch der Kunstgeschichte, Stuttgart, 1842) qui exercera une influence profonde sur le développement de l'histoire de l'art en Allemagne, en particulier chez son élève Jacob Burckhardt qui en révisera la deuxième édition. Il associe dans cet ouvrage sa culture générale avec ses études spécialisées pour produire une véritable histoire culturelle des peuples. Il se consacre également à l'histoire politique avec des livres sur Frédéric II et sur l'histoire de la Prusse. Il est en 1835 professeur à l'Académie des Beaux-Arts de Berlin puis membre du sénat et du ministère des cultes. Il entreprend en 1845 un voyage à travers l'Allemagne, la Belgique et la France et publie un rapport sur les institutions liés aux beaux-arts dans ces pays. Il devient conseiller de l’État prussien après 1848. Il continue de publier des poèmes, des chants, des drames et des nouvelles. Il meurt le 18 mars 1858 à Berlin.

## Manuel d'histoire de l'art
Dans son Manuel d’histoire de l’art (Handbuch der Kunstgeschichte, 1842), Franz Kugler écrit l'histoire des débuts de l’art, histoire de l’art classique, l'histoire de l’art romantique puis moderne. L'histoire de l'art est « concrétisation de l’histoire de l’esprit » car « partout le concept de l’art implique qu’il représente sous forme physique la vie de l’esprit » (p. 3). Il porte une attention particulière et originale aux antiquités mexicaines. Les premières formes sont, pour lui, des signes associant des lieux à une mémoire et faisant de ces lieux des formes embryonnaires de l’idée (p. 3). L’art est une donnée anthropologique. Kugler insiste sur les différenciations nationales en art : le style « germanique » qui suit le style roman est lié aux nations germaniques. Le patriotisme de Jacob Burckhardt est tributaire ce genre de considérations. Burckhardt a fait un ajout pour seconde édition du Manuel sur la sculpture romane du XVe siècle. Il aide également Kugler pour son Manuel histoire de la peinture influencé par Winckelmann et Rumohr.

## Œuvres
- Skizzenbuch. Berlin 1830.
- avec Robert Reinick: Liederbuch für deutsche Künstler. 1833. Réédition : Eichendorff-Gesellschaft, Würzburg 1978.
- Architektonische Denkmäler der Altmark Brandenburg in malerischen Ansichten. L. Sachse & Co., Berlin 1833.
- Geschichte Friedrichs des Großen. Leipzig 1840. Réédition: Verlag Seemann, Leipzig 2008  (ISBN 978-3-86502-176-2) (Edition de 1856 en ligne, Illustrations en ligne)
- Pommersche Kunstgeschichte. Baltische Studien, Jahrgang 8, Heft 1. Stettin 1840.
- Handbuch der Kunstgeschichte. 2 Bände. Stuttgart 1842.
- Kleine Schriften über neuere Kunst und deren Angelegenheiten. Verlag Ebner und Seubert, Stuttgart 1854 (Texte en ligne)

### Revue
- Museum, Blätter für bildende Kunst (1833–1842)